# Vellido Dolfos
Vellido Dolfos (también aparece como Bellido Dolfos e incluso como Vellido Adolfo) fue un legendario noble leonés, muy conocido por aparecer en los cantares de gesta, el romancero y las crónicas medievales como el autor de la muerte del rey Sancho II de Castilla el 7 de octubre de 1072. Aunque la historiografía reciente lo ha considerado un personaje legendario, está documentado en 1057 un «Vellit Adulfiz» que podría ser el noble conocido en la leyenda como Bellido Adolfo o Dolfos.

## La leyenda
Según la tradición, don Sancho, que no aceptó el reparto testamentario de las posesiones que había hecho su padre, el rey Fernando, tenía sitiada la ciudad de Zamora, que le había correspondido en herencia a su hermana, la infanta Doña Urraca. Vellido Dolfos salió de Zamora hacia el campamento castellano y concertó una entrevista a solas con Sancho, con la excusa de que iba a desertar del bando de Doña Urraca y le mostraría una puerta de acceso a la ciudad. En un descuido y de forma alevosa, Dolfos atravesó «las espaldas» de Sancho con el venablo dorado del propio monarca.

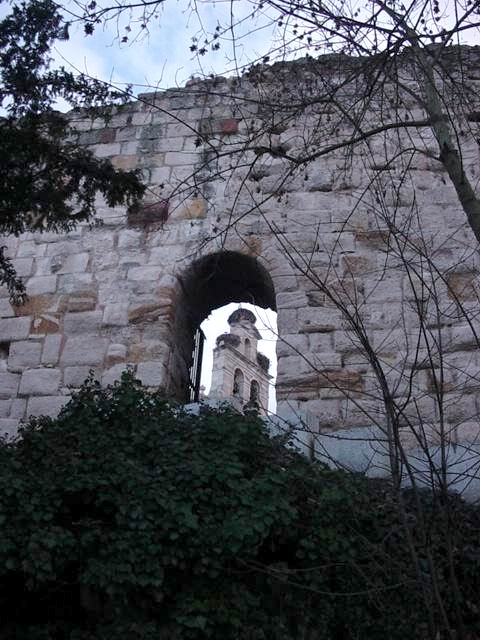
«Portillo de la Lealtad», por el que según la tradición Vellido Dolfos regresó a la ciudad de Zamora.

Las crónicas cuentan que, tras el asesinato, el Cid, extrañado por la apresurada huida pero sin saber lo que acababa de hacer, persiguió a Dolfos mientras huía hacia las murallas de Zamora y las cruzaba por un portillo. En los años 50 del siglo XX, se descubre una puerta en el lienzo noroeste del Castillo de Zamora, a la que se denominó como «Portillo de la Traición». En el 2009, el ayuntamiento de la ciudad cambió su nombre por «Portillo de la Lealtad», invirtiendo el punto de vista castellano a uno leonés en la interpretación de la leyenda de Vellido Dolfos. Ya en Zamora, Vellido Dolfos dio a entender a todos que doña Urraca había aprobado el magnicidio, con la pretensión de romper el cerco de Zamora, y tal vez esperando aquel que, con tal gesto, lograría favores políticos e incluso casarse con la infanta.
El romancero contiene numerosas composiciones que recrean este relato. Quizá el siguiente romance, que forma parte del ciclo conocido como Cerco de Zamora, sea uno de los más conocidos:

¡Rey don Sancho, rey don Sancho!,
no digas que no te aviso,

que de dentro de Zamora
un alevoso ha salido;

llámase Vellido Dolfos,
hijo de Dolfos Vellido,

cuatro traiciones ha hecho,
y con esta serán cinco.

Si gran traidor fue el padre,
mayor traidor es el hijo.

Gritos dan en el real: 
—¡A don Sancho han mal herido!

Muerto le ha Vellido Dolfos,
¡gran traición ha cometido!

Desque le tuviera muerto, 
metiose por un postigo,

por las calles de Zamora 
va dando voces y gritos:

—Tiempo era, doña Urraca, 
de cumplir lo prometido.

## La historia
Desde el punto de vista estrictamente histórico, el rey Sancho murió en el transcurso del cerco de Zamora, si bien se desconoce la razón exacta de su muerte. La Historia Roderici, la fuente más fidedigna y amplia de que disponemos acerca de estos acontecimientos, no recoge ninguna noticia de que la muerte de Sancho II de Castilla se debiera a una traición.
Como consecuencia de la muerte de Sancho II, el trono de Castilla y Galicia fue asumido por Alfonso VI de León, hermano de los otros dos reyes y en ese momento refugiado en Toledo.

## Sus orígenes literarios
La leyenda de Vellido Dolfos aparece en el Cantar de Sancho II, un cantar de gesta cuyo asunto aparece en la Crónica najerense —que posiblemente se basa en un hipotético poema latino llamado Carmen de morte Sanctii regis—, y en distintas ampliaciones de la Estoria de España y sus descendientes: la Crónica de los reyes de Castilla, la Crónica del Cid, la Crónica abreviada de Diego de Valera o el Valerio de las historias escolásticas y de España y el Compendio historial, ambas de Diego Rodríguez de Almela, entre otras. Por otro lado, el personaje y la traición de Vellido Dolfos fue objeto de una amplia recreación literaria en el romancero.
Asimismo, Miguel de Cervantes menciona "las traiciones de Vellido" en el capítulo XXVIII de la Primera Parte de El Quijote.

## Repercusiones modernas
El juez de Zamora Federico Acosta Noriega escribió en 1970 Proceso por traición, una obra de teatro donde queda de manifiesto que la sentencia de Vellido, juzgándose desde la perspectiva judicial del siglo XX, sería de "no traidor".
El escritor y poeta español Tomás Segovia escribió en 1959 la obra en verso Zamora bajo los astros, en la que se recrea la historia de Vellido Dolfos. Los personajes históricos que intervienen en la obra son, aparte del propio Vellido, Arias Gonzalo y su hijo Nuño.
En su libro Arde el mar, de 1966, Pere Gimferrer recurrió al episodio de la muerte de Sancho II para usarlo como base de su poema "Mazurca para este día".
La escritora María Vázquez publicó en 2021 el libro Canto al amor, en el que se narra el cerco de Zamora a través de los ojos de Vellido Dolfos y se trata su supuesto romance con la infanta Urraca de Zamora.
Hoy en día el ayuntamiento de Zamora, así como él de Moraleja del Vino, le han dedicado una calle, llamada calle Bellido Dolfos y desde hace años un grupo de zamoranos que quiere rescribir los hechos porque, según su interpretación, Bellido Dolfos salvó a la ciudad de Zamora del terrible asedio y, por lo tanto, debería ser tratado como un héroe y no como un traidor han abierto una cuenta con el fin de erigir una estatua en memoria de esta figura histórica.